# .政务
.政务（Punycode：.xn--zfr164b）是互联网的通用顶级域之一，属于非商业域名。该域名由中央编办下属的“政务和公益机构域名注册管理中心”管理运作，为中华人民共和国境内的政府等机关法人、政党和人民团体提供中文域名注册。

## 起因
2008年3月，中华人民共和国信息产业部根据《中国互联网络域名管理办法》发布《关于调整中国互联网络域名体系的公告》，在中华人民共和国的法定域名体系中增设“.政务”专用中文域名，同时新增了“.政务.cn”二级域名。
当时，信息产业部同时规定，鉴于该域名的注册、申请与管理需要严格的审核与认证，为了实现网上名称与实体机构的对应统一，所以“.政务”顶级域名的运营交由政务和公益机构域名注册管理中心负责，专门管理。域名也于2008年10月8日开始接受注册申请。
2013年，“.政务”域名通过ICANN评估，正式列入根服务器。新华社认为，这是中国乃至国际互联网发展史上一个具有里程碑意义的历史性事件，是中国积极参与全球互联网治理、争夺互联网主导权的重要进步。

## 别名
该域名也实际对应.cn域名的二级域名别名“.政务.cn”（Punycode：.xn--zfr164b.cn），并在该域名被ICANN正式批准之前已经开始运作。

### 未启用的别名
虽然下列域名后缀从未实际使用，但根据《中国互联网络域名体系》，在理论上，“.政务”下的二级域名同时等价对应以下域名的二级域名或三级域名：
- .政
- .政.cn
- .政.中
- .政.中
- .政.中
- .政.中[註 2]

## 强制注册要求
2014年5月，国家互联网信息办公室印发《关于加强党政机关网站安全管理的通知》，要求中华人民共和国境内党政机关网站使用以“.gov.cn”、“.政务.cn”或“.政务”为结尾的域名。

## 注册量
2013年底，“.政务”和“.公益”域名注册量共计达到70万。其中，中华人民共和国80%的党政机关注册了“.政务”域名。